# Goumoëns
Goumoëns is een gemeente in het Zwitserse kanton Vaud, dat deel uitmaakt van het district Gros-de-Vaud. Goumoëns heeft 934 inwoners. 

## Geschiedenis
Het is een fusiegemeente die op 1 juli 2011 is ontstaan uit de voormalige gemeenten Eclagnens, Goumoens-la-Ville en Goumoens-le-Jux.

## Geografie
Goumoëns heeft een oppervlakte van 13.9 km² en grenst aan de gemeenten Echallens, Penthéréaz, Oulens-sous-Echallens, Saint-Barthélemy en Villars-le-Terroir.

## Wapen
De blazoenering van Goumoëns luidt als volgt: D'azur aux trois  coquillages d'or  á la bordure du même.